# Jean Chandorat
Jean Chandorat, né au Puy et mort en 1356 est un prélat français du XIVe siècle. Il est le fils d'un drapier du Puy, d'une grande famille bourgeoise, enrichie dans le négoce.
Chandorat est abbé de La Chaise-Dieu de 1318 à 1342 et évêque du Puy-en-Velay de 1342 à 1356.